# Nuoto ai campionati europei di nuoto 2020 - 100 metri dorso femminili
La specialità dei 100 metri dorso femminili  dei campionati europei di nuoto 2020 si è svolta il 20 e 21 maggio 2021 presso la Duna Aréna di Budapest.

## Podio
| Pos.    | Atleta              | Nazione     |
| ------- | ------------------- | ----------- |
| Oro     | Kathleen Dawson     | Regno Unito |
| Argento | Margherita Panziera | Italia      |
| Bronzo  | Marija Kameneva     | Russia      |

## Record
Prima della manifestazione il record del mondo (RM), il record europeo (EU) e il record dei campionati (RC) erano i seguenti.
|  | 57"57 | Regan Smith     | 28 luglio 2019 Gwangju |
|  | 58"12 | Gemma Spofforth | 28 luglio 2009 Roma    |
|  | 58"73 | Mie Nielsen     | 19 maggio 2016 Londra  |

## Risultati

### Batterie
| Pos. | Batteria | Corsia | Atleta                | Nazionalità        | Tempo   | Note |
| ---- | -------- | ------ | --------------------- | ------------------ | ------- | ---- |
| 1    | 6        | 4      | Kathleen Dawson       | Regno Unito        | 59"32   | Q    |
| 2    | 5        | 4      | Kira Toussaint        | Paesi Bassi        | 59"57   | Q    |
| 3    | 5        | 5      | Marija Kameneva       | Russia             | 59"74   | Q    |
| 4    | 4        | 4      | Margherita Panziera   | Italia             | 59"94   | Q    |
| 5    | 6        | 7      | Anastasia Gorbenko    | Israele            | 59"96   | Q    |
| 6    | 6        | 3      | Cassie Wild           | Regno Unito        | 1'00"09 | Q    |
| 7    | 6        | 2      | Louise Hansson        | Svezia             | 1'00"17 | Q    |
| 8    | 4        | 3      | Maaike de Waard       | Paesi Bassi        | 1'00"23 | Q    |
| 9    | 4        | 5      | Anastasia Fesikova    | Russia             | 1'00"44 | Q    |
| 10   | 6        | 6      | Katalin Burián        | Ungheria           | 1'00"46 | Q    |
| 11   | 6        | 5      | Anastasija Škurdaj    | Bielorussia        | 1'00"54 | Q    |
| 12   | 5        | 3      | Simona Kubová         | Rep. Ceca          | 1'00"56 | Q    |
| 13   | 5        | 2      | Ingeborg Løyning      | Norvegia           | 1'00"71 | Q    |
| 14   | 4        | 6      | Paulina Peda          | Polonia            | 1'00"82 | Q    |
| 15   | 4        | 7      | Nina Kost             | Svizzera           | 1'01"05 | Q    |
| 16   | 5        | 7      | Mimosa Jallow         | Finlandia          | 1'01"11 | QSO  |
| 16   | 6        | 8      | África Zamorano       | Spagna             | 1'01"11 | QSO  |
| 18   | 5        | 6      | Silvia Scalia         | Italia             | 1'01"12 |      |
| 19   | 5        | 8      | Ekaterina Avramova    | Turchia            | 1'01"30 |      |
| 20   | 5        | 0      | Rafaela Azevedo       | Portogallo         | 1'01"32 |      |
| 21   | 4        | 2      | Carlotta Zofkova      | Italia             | 1'01"45 |      |
| 22   | 3        | 4      | Theodora Drakou       | Grecia             | 1'01"51 |      |
| 23   | 5        | 9      | Jenny Mensing         | Germania           | 1'01"52 |      |
| 24   | 2        | 2      | Tatiana Salcuțan      | Moldavia           | 1'01"64 |      |
| 25   | 4        | 1      | Klaudia Naziębło      | Polonia            | 1'01"77 |      |
| 26   | 6        | 9      | Lena Grabowski        | Austria            | 1'01"82 |      |
| 26   | 2        | 3      | Fanny Teijonsalo      | Finlandia          | 1'01"82 |      |
| 28   | 3        | 3      | Ugnė Mažutaitytė      | Lituania           | 1'01"93 |      |
| 29   | 3        | 2      | Eszter Szabó-Feltóthy | Ungheria           | 1'01"99 |      |
| 30   | 3        | 7      | Sudem Denizli         | Turchia            | 1'02"07 |      |
| 30   | 4        | 8      | Alicia Wilson         | Regno Unito        | 1'02"07 |      |
| 32   | 4        | 0      | Daryna Zevina         | Ucraina            | 1'02"23 |      |
| 33   | 5        | 1      | Gerda Szilágyi        | Ungheria           | 1'02"28 |      |
| 34   | 4        | 9      | Aviv Barzelay         | Israele            | 1'02"29 |      |
| 35   | 3        | 9      | Hanna Rosvall         | Svezia             | 1'02"32 |      |
| 36   | 3        | 1      | Mireia Pradell        | Spagna             | 1'02"33 |      |
| 37   | 3        | 5      | Jade Smits            | Belgio             | 1'02"56 |      |
| 38   | 3        | 8      | Sonnele Öztürk        | Germania           | 1'02"94 |      |
| 39   | 2        | 4      | Laura Bernat          | Polonia            | 1'03"02 |      |
| 40   | 6        | 0      | Caroline Pilhatsch    | Austria            | 1'03"05 |      |
| 41   | 2        | 5      | Janja Segel           | Slovenia           | 1'03"19 |      |
| 42   | 2        | 1      | Ioanna Sacha          | Grecia             | 1'03"78 |      |
| 43   | 2        | 8      | Mia Blazevska Eminova | Macedonia del Nord | 1'04"59 |      |
| 44   | 2        | 7      | Signhild Joensen      | Fær Øer            | 1'04"72 |      |
| 45   | 2        | 6      | Emma Marušáková       | Slovacchia         | 1'05"26 |      |
| 46   | 1        | 4      | Mia Krstevska         | Macedonia del Nord | 1'05"52 |      |
| 47   | 1        | 5      | Teresa Ivanová        | Slovacchia         | 1'05"76 |      |
| 48   | 1        | 3      | Jona Beqiri           | Kosovo             | 1'10"98 |      |

#### Swim-off
| Pos. | Corsia | Atleta          | Nazionalità | Tempo   | Note |
| ---- | ------ | --------------- | ----------- | ------- | ---- |
| 1    | 5      | Mimosa Jallow   | Finlandia   | 1'00"31 | Q    |
| 2    | 4      | África Zamorano | Spagna      | 1'01"16 |      |

### Semifinali
| Pos. | Batteria | Corsia | Atleta              | Nazionalità | Tempo   | Note |
| ---- | -------- | ------ | ------------------- | ----------- | ------- | ---- |
| 1    | 2        | 4      | Kathleen Dawson     | Regno Unito | 58"44   | Q    |
| 2    | 1        | 4      | Kira Toussaint      | Paesi Bassi | 58"73   | Q =  |
| 3    | 2        | 5      | Marija Kameneva     | Russia      | 59"30   | Q    |
| 4    | 1        | 5      | Margherita Panziera | Italia      | 59"53   | Q    |
| 5    | 1        | 3      | Cassie Wild         | Regno Unito | 59"75   | q    |
| 6    | 1        | 6      | Maaike de Waard     | Paesi Bassi | 59"76   | q    |
| 7    | 2        | 3      | Anastasia Gorbenko  | Israele     | 59"78   | q    |
| 8    | 2        | 2      | Anastasia Fesikova  | Russia      | 1"00"00 | q    |
| 9    | 2        | 6      | Louise Hansson      | Svezia      | 1"00"04 |      |
| 10   | 1        | 2      | Katalin Burián      | Ungheria    | 1"00"18 |      |
| 11   | 2        | 1      | Ingeborg Løyning    | Norvegia    | 1"00"23 |      |
| 12   | 2        | 8      | Nina Kost           | Svizzera    | 1"00"35 |      |
| 13   | 1        | 7      | Simona Kubová       | Rep. Ceca   | 1"00"43 |      |
| 14   | 2        | 7      | Anastasija Škurdaj  | Bielorussia | 1"00"52 |      |
| 15   | 1        | 1      | Paulina Peda        | Polonia     | 1"00"59 |      |
| 16   | 1        | 8      | Mimosa Jallow       | Finlandia   | 1"00"82 |      |

### Finale
La finale è stata disputata due volte dopo che la Svezia ha presentato ricorso per il malfunzionamento dell'altoparlante in corsia 1 durante la partenza in cui Louise Hansson non era stata in grado di sentire lo start. Una replica è stata programmata la stessa sera.
| Pos.    | Corsia | Atleta              | Nazionalità | Tempo   | Note |
| ------- | ------ | ------------------- | ----------- | ------- | ---- |
| Oro     | 4      | Kathleen Dawson     | Regno Unito | 58"49   |      |
| Argento | 6      | Margherita Panziera | Italia      | 59"01   |      |
| Bronzo  | 3      | Marija Kameneva     | Russia      | 59"22   |      |
| 4       | 5      | Kira Toussaint      | Paesi Bassi | 59"32   |      |
| 5       | 2      | Cassie Wild         | Regno Unito | 59"68   |      |
| 6       | 1      | Louise Hansson      | Svezia      | 1'00"04 |      |
| 7       | 8      | Anastasia Fesikova  | Russia      | 1'00"33 |      |
| 8       | 7      | Maaike de Waard     | Paesi Bassi | 1'00"64 |      |